# Phalaenopsis 'Barbara Moler'
Phalaenopsis 'Barbara Moler' est un cultivar hybride artificiel d'orchidées, du genre Phalaenopsis obtenu par Charles Beard en 1971 

## Parenté
Phal. 'Barbara Moler' = Phalaenopsis 'Donnie Brandt' × Phalaenopsis 'Spica'

## Descendance

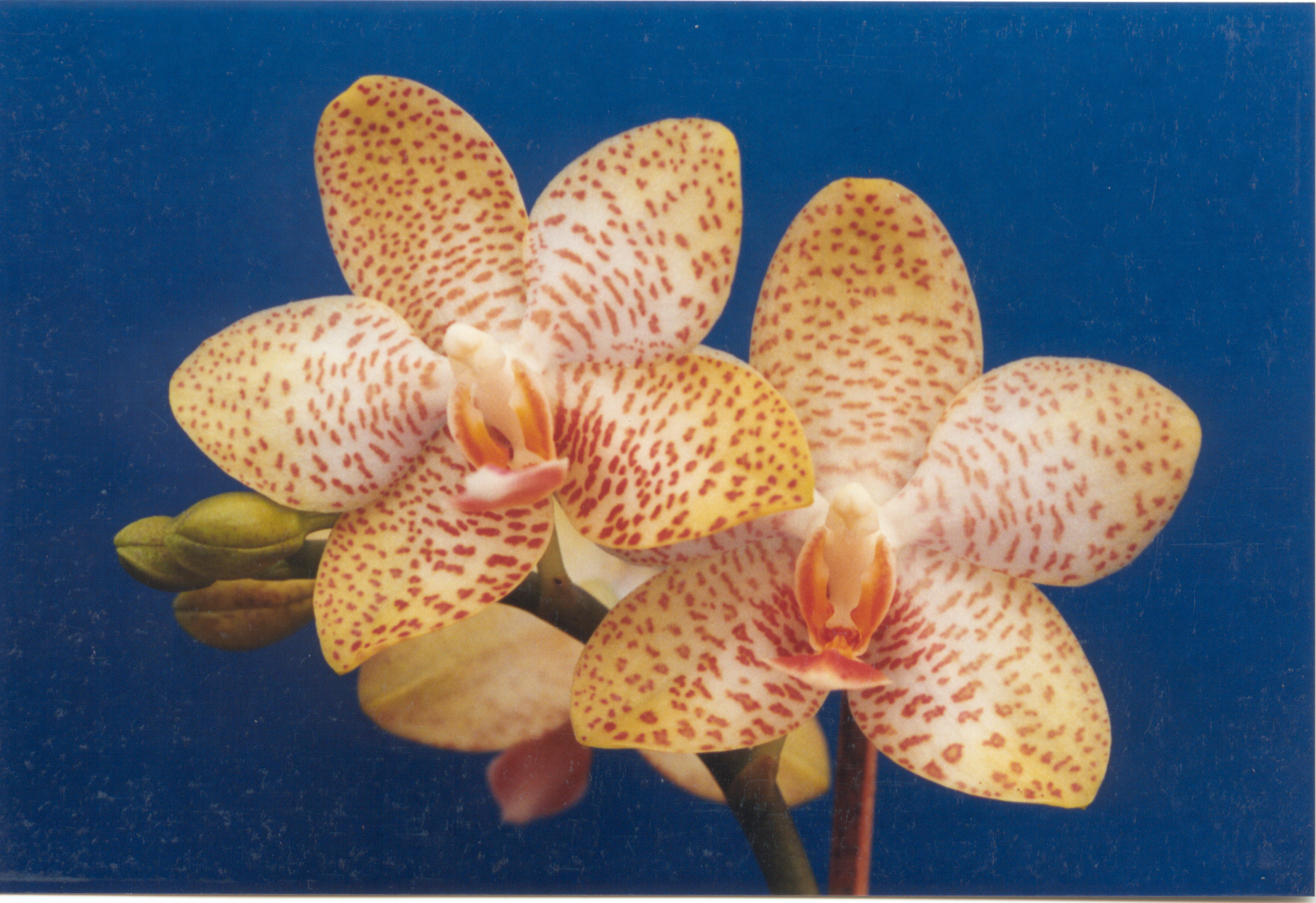
Hybride Phalaenopsis 'Barbara Moler' × Phalaenopsis 'Johanna'

Phalaenopsis 'Misty Green' = Phal. 'Barbara Moler' × Phalaenopsis 'Bamboo Baby'.